# Márcio Cruz
Márcio Ribeirio Da Cruz, surnommé Pé de Pano, né le 24 avril 1978 à Rio de Janeiro au Brésil, est un pratiquant brésilien de combat libre et de jiu-jitsu brésilien.
Il est l'un des compétiteurs les plus titrés de l'histoire du jiu-jitsu brésilien avec 6 titres de champion du monde, 8 titres de champion Pan Americain, 5 titres de champion national, 2 titres de champion Abu Dhabi et 2 titres de champion brésilien par équipe.
En combat libre il possède un palmarès bien plus modeste, avec un record de 3 victoires et 2 défaites.